# Jevhen Sversťuk
Jevhen Oleksandrovyč Sversťuk (13. prosince 1927 Silce, SSSR – 1. prosince 2014 Kyjev, Ukrajina) byl ukrajinský učitel a vědec, literární kritik, esejista, básník, myslitel, filozof, člen hnutí šedesátníků a politický vězeň sovětského režimu. Studoval díla N. Gogola, Tarase Ševčenka a Ivana Franka. Byl zakladatelem a od roku 1989 stálým redaktorem pravoslavného listu Naša vira, předsedou ukrajinského PEN klubu. Doktor filozofie. Autor jednoho z nejvýznamnějších textů ukrajinského samizdatu – „O procesu s Pohružalským“, vedoucí UANTI (Ukrajinské asociace nezávislé tvůrčí inteligence, zal. 1987).

## Život
Jevhen Sversťuk pocházel z rolnické rodiny z vesnice Silce na Volyni. V jeho dětství prošla Volyní několikrát válka a území střídavě ovládalo Polsko, Němci a Sověti. Volyň byla místem, kde operovala Ukrajinská osvobozenecká armáda. Jeho starší bratři byli členy OUN. Jeden byl zabit v bojích a druhý byl pronásledován režimem. V letech 1947–1952 vystudoval na oddělení logiky a psychologie Filologické fakulty Lvovské univerzity, byl učitelem ukrajinštiny v Bohdanivce (Ternopilská oblast) a roku 1956 dokončil postgraduální studium ve Výzkumném ústavu psychologie při Ministerstvu školství. Od roku 1956 do roku 1959 učil ukrajinskou literaturu na Poltavském pedagogickém institutu a v letech 1959–1965 byl vědeckým pracovníkem Výzkumného ústavu psychologie.
Od založení kyjevského Klubu tvůrčí mládeže roku 1960 byl Sversťuk jedním z jeho nejaktivnějších členů. Spolu s Ivanem Svitlyčným byl autorem jednoho z nejvýznamnějších textů ukrajinského samizdatu – „O procesu s Pohružalským“. V letech 1961–1962 vedl redakci prózy v časopisu Vitčyzna. Roku 1965 měl obhajovat kandidátskou disertaci z pedagogiky na Oděské univerzitě, ale obhajobu úřady nepovolily. Od roku 1965 do roku 1970 pracoval v redakci vědeckého dvouměsíčníku Ukrajinský botanický časopis. Roku 1970 byl propuštěn kvůli smuteční řeči pronesené na pohřbu zavražděné disidentky Ally Horské.
V roce 1959, 1960, 1961 a 1965 byl opakovaně propuštěn ze zaměstnání z politických důvodů, zejména pro články proti rusifikaci. Byl pronásledován za distribuci samizdatu i za protesty proti zatýkání a nespravedlivým soudům s disidenty. Při další vlně represí proti disidentům roku 1972 byl také zatčen a roku 1973 odsouzen za „protisovětskou agitaci a propagandu“ na sedm let v pracovním táboře a pět let vyhnanství. Trest vykonával v lágrech v Permském regionu. Roku 1974 se připojil k dopisu vězňů adresovanému Červenému kříži, ve kterém popisují podmínky v lágrech, které záměrně slouží k zhoršování zdraví odsouzených. Od roku 1979 žil ve vyhnanství v Burjatsku, kde pracoval jako truhlář pro geologický průzkum. Roku 1979 byl zvolen čestným členem Mezinárodního PEN klubu. Od roku 1983 do roku 1988 pracoval jako truhlář v kyjevské oděvní továrně. Po návštěvě americké ambasády, která zorganizovala setkání sovětských disidentů, byl ze zaměstnání propuštěn.
V létě 1987 byl spoluzakladatelem Ukrajinského kulturologického klubu (Ukrajinské asociace nezávislé tvůrčí inteligence), který od počátku monitorovala KGB. V dobnu 1988 uspořádal klub neohlášené shromáždění k výročí havárie v Černobylské elektrárně a účastníci byli brutálně zbiti a pozatýkáni muži v civilu s rudými páskami, kteří tvrdili, že jsou „občanští aktivisté“. V červnu 1988 uspořádali členové Klubu tichou oslavu tisíciletého výročí první křtu křesťanů na Kyjevské Rusi. V témže roce se klub stal členem Ukrajinské Helsinské unie. Od roku 1989 byl Sversťuk editorem novin Naše víra a aktivně působil při obnovení Ukrajinské autokefalní pravoslavné církve.
Po obnovení státní nezávislosti Ukrajiny v červenci 1990 se Sversťuk stal aktivním zastáncem desovětizace a zasazoval se o obnovení spirituality. Roku 1993 obhájil na Ukrajinské svobodné univerzitě v Mnichově svou doktorskou disertaci „Ukrainian Literature and the Christian Tradition“. Byl řádným členem Ukrajinské svobodné akademie věd ve Spojených státech. V letech 1993–2010 byl předsedou ukrajinského PEN klubu. Roku 2011 byl jedním ze zakladatelů Iniciativní skupiny 1. prosince, která formulovala zásady sjednocení občanů Ukrajiny a roku 2012 vydala Ukrajinskou chartu svobodného občana. Byl členem státní komise pro připomínku obětí ukrajinského hladomoru. Roku 2013 se Sversťuk i další členové iniciativy účastnili protestů na náměstí Nezávislosti, později známých jako Euromajdan.
Jevhen Sversťuk zemřel 1. prosince 2014 ve věku 87 let a je pohřben na Bajkovském hřbitově v Kyjevě.

## Dílo
Jevhen Sversťuk byl autorem článků o ukrajinské historii a literatuře, psychologii, spiritualitě a poezii. Překládal z němčiny, angličtiny a ruštiny do ukrajinštiny a publikoval v časopisech Vyčyzna, Dnipro, Literární Ukrajina, Žovteň, Duklja ad. Za sovětského režimu byla vydána pouze jeho sbírka veršů Měsíční pole (1965) a samizdatem byl šířen jeho esej Katedrála pod lešením (vydán v Paříži 1970) o knize Olese Hončara Katedrála. Některé samizdatové články Jevhena Sversťuka vyšly na Západě (Kotlyarevsky laughs, The Last Tear – Taras Ševčenko, Vasyl Symonenko – an idea, Traces of tales about Ivan's youth atd.) Ostatní publikace byly vydány až po roce 1990.
Jeho nejznámější díla jsou Katedrála pod lešením (1970, samizdat), Rozmařilí synové Ukrajiny (1993), O svátku naděje (1999), Na vlnách svobody (2004), Nikoli mír, ale meč (2009), Pravda o pelyňku (2009), Ševčenko mimo čas (2011, 2015), Hohol a ukrajinská noc (monografie N. Gogola, 2013), Jasné hlasy života (2015), Na čestném poli. Kniha 1: Jsem to opravdu já (sestavil Oleksyj Synčenko 2015), Psáno modrým křídlem (sestavila Olena Holub 2015).
17. března 2010 přednesl v Kyjevě v Domě vědců v rámci projektu Polit.UA Public Lectures svůj text na téma „Věčný fenomén disidentství“.

### Filmový dokument
- Yevhen Sverstyuk: But Volyn is in me, režie Natalia Luhova, 2005 on line

### Ocenění
- 1995 Státní cena Ukrajiny (Cena Tarase Ševčenka) za knihu Rozmařilí synové Ukrajiny
- 2000 UNESCO Prize "For Interethnic and Interconfessional Tolerance "Korneliu Koposu""
- 2008 Řád svobody
- 2010 Light of Justice Prize
- ulice Jevhena Sversťuka jsou v městech Kyjev, Brovary, Poltava, Kropyvnyckyj, Luck